# Berlin (Familienname)
Berlin ist ein deutscher Familienname.

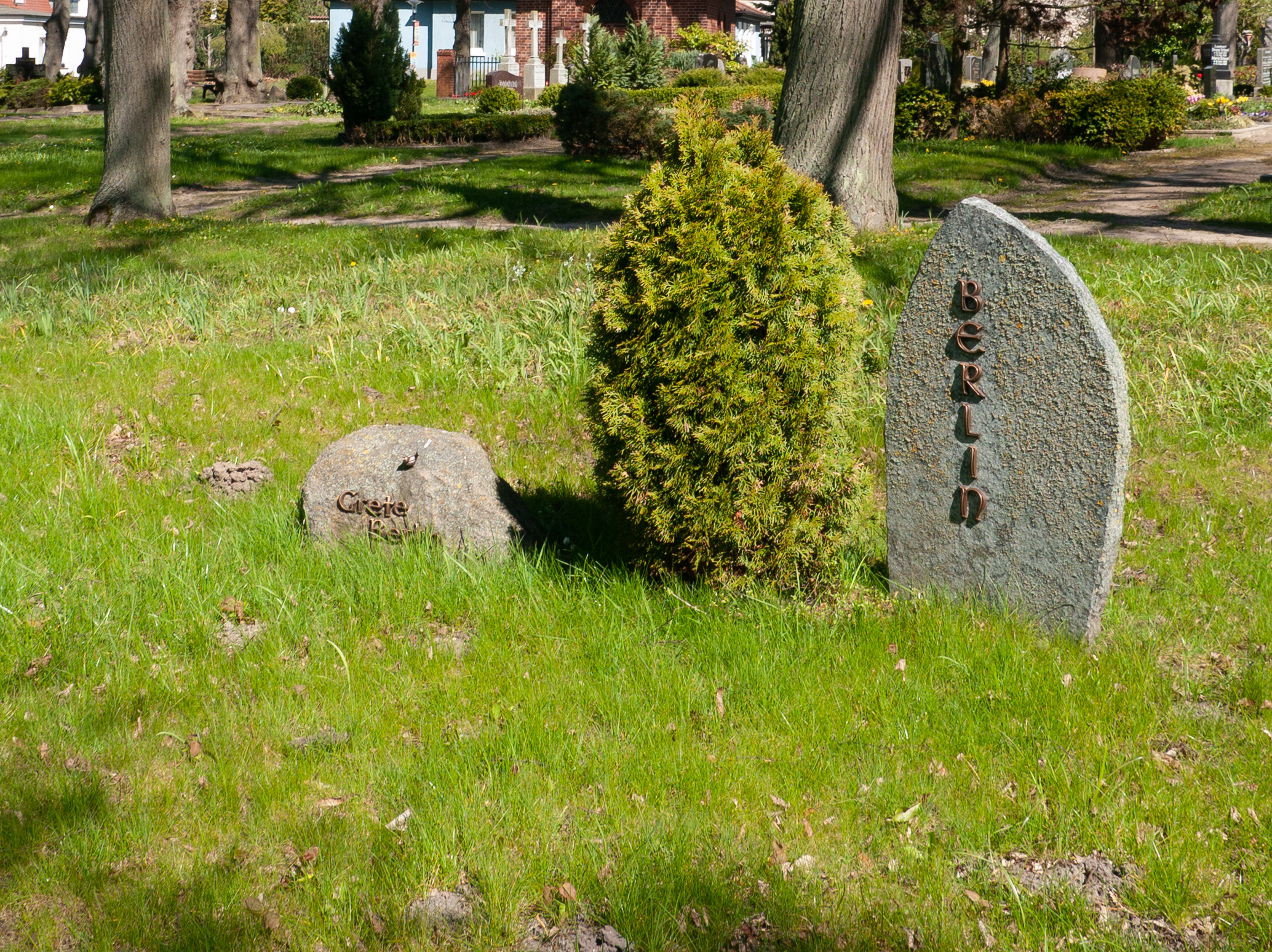
Familiengrab einer Familie Berlin in Mecklenburg-Vorpommern

## Namensträger

### A
- Abby Berlin (1907–1965), Amerikanischer Filmemacher
- Alexandra Berlin (* 1988), deutsche Journalistin
- Amanda Lasker-Berlin (* 1994), deutsche Schriftstellerin
- Andreas Berlin (1746–1773), schwedischer Arzt und Naturforscher
- Andrew T. Berlin (* 1960), US-Unternehmer
- Alexander Alexandowitsch Berlin (* 1940), russischer Chemiker
- August Berlin (Mediziner) (1803–1880), deutscher Arzt
- August Berlin (Politiker) (1910–1981), deutscher Politiker (SPD)

### B
- Ben Berlin (1896–1944), estnischer Musiker
- Benito Berlín (* 1932), mexikanischer Botschafter
- Bernhard Berlin († 1457), Bürgermeister von Heilbronn
- Boris Berlin (1907–2001), kanadischer Pianist, Musikpädagoge, Arrangeur und Komponist
- Brent Berlin (* 1936), US-amerikanischer Anthropologe
- Brigid Berlin (1939–2020), US-amerikanische Künstlerin

### C
- Chaim Berlin (1832–1912), russischer Rabbiner
- Chaim Berlin (Mediziner) (1890–1980), israelischer Mediziner
- Christian Berlin (* 1971), deutscher Eishockeytorwart

### D
- Dash Berlin (* 1979), niederländischer Trance-DJ und -Produzent
- David Berlin (* 1943), US-amerikanischer Komponist und Musikpädagoge

### E
- Eisik Berlin (1792–1865), deutscher Rabbiner

### F
- Fanny Berlin (1850–1896), russische Juristin
- Franz Berlin (* 1983), deutscher Koch
- Frieder Berlin (* 1954), deutscher Jazzmusiker und Musikredakteur

### G
- Gertrud Berlin (1885–1941), deutsche Unternehmergattin und verfolgte Jüdin
- Grace Berlin (1897–1982), US-amerikanische Ökologin, Ornithologin und Historikerin
- Greta Berlin (* 1941), US-amerikanische propalästinensische Aktivistin
- Gustav Berlin (1878–1955), deutscher Verwaltungsjurist und Kommunalpolitiker

### H
- Hans Berlin (um 1525), Notar und Prokurator aus Heilbronn, der im Deutschen Bauernkrieg eine Rolle spielte
- Hartmut Berlin (* 1950), deutscher Journalist und Satiriker
- Heinrich Berlin (1915–1988), deutscher Historiker und Anthropologe
- Heinrich Richter-Berlin (1884–1981), deutscher Maler und Mitbegründer der Neuen Secession in Berlin

### I
- Ira Berlin (1941–2018), US-amerikanischer Historiker
- Irving Berlin (1888–1989), russisch-amerikanischer Komponist
- Isaiah Berlin (1909–1997), russisch-britischer Philosoph, Sozialtheoretiker und Ideengeschichtler

### J
- Jazy Berlin (* 1986), US-amerikanische Schauspielerin und Pornodarstellerin
- Jeannie Berlin (* 1949), US-amerikanische Schauspielerin, Drehbuchautorin und Theaterregisseurin
- Jeff Berlin (* 1953), US-amerikanischer E-Bassist
- Jeffrey B. Berlin (1946–2021), US-amerikanischer Literaturwissenschaftler und Germanist
- Jesaja Berlin (1725–1799), Oberrabbiner in Breslau
- Jimi Berlin (* 1965), deutscher Musiker
- Johan August Berlin (1851–1910), schwedischer Lehrer, Rechtsmediziner und Botaniker
- Johan Daniel Berlin (1714–1787), dänisch-norwegischer Komponist und Organist
- Johan Henrich Berlin (1741–1807), dänisch-norwegischer Komponist und Organist
- Jonathan Berlin (* 1994), deutscher Schauspieler
- Joseph Berlin-Sémon (* 1994), französischer Radsportler

### K
- Katja Berlin (* 1980), deutsche Autorin, Kolumnistin und Bloggerin

### L
- Lase Berlin (1740–1814), deutscher Rabbiner
- Laura Berlin (* 1990), deutsche Schauspielerin
- Leonard Berlin-Bieber (Leonard Berlin; 1841–1931), deutscher Fotograf mit Ateliers in Hamburg und Berlin
- Leonid Lwowitsch Berlin (1925–2001), sowjetischer Bildhauer und Grafiker
- Löb Berlin (1737–1814), deutscher Rabbiner
- Lucia Berlin (1936–2004), US-amerikanische Schriftstellerin
- Lucie Berlin (1895–1904), deutsches Mordopfer, siehe Mordfall Lucie Berlin

### M
- Malou Berlin (* 1961), deutsche Schriftstellerin
- Moses Berlin (unbekannt–1829), deutscher Rabbiner

### N
- Naphtali Zwi Juda Berlin (Akronym Nezib; 1816–1893), russischer Rabbiner
- Nils Johan Berlin  (1812–1891), schwedischer Professor der Chemie und Mineralogie in Lund und Uppsala
- Noah-Haium-Hirsch Berlin (1734–1802), deutscher Rabbiner und Autor

### P
- Per Berlin (1921–2011), schwedischer Ringer
- Peter Berlin (* 1942), deutscher Pornofilmschaffender

### R
- Rudolf Berlin (1833–1897), deutscher Augenarzt, Sohn von August Berlin

### S
- Saul Berlin (1740–1794), deutscher jüdischer Gelehrter und Anhänger der Aufklärung
- Sebastian Berlin (1984–2016), deutscher Ingenieur, siehe Anschlag auf den Berliner Weihnachtsmarkt an der Gedächtniskirche
- Seitz Berlin, Bürgermeister von Dinkelsbühl im 15. Jahrhundert
- Steve Berlin (* 1955), US-amerikanischer Rock-Saxophonist und Musikproduzent
- Susanne von Berlin-Heimendahl (1916–2002), deutsche Kinderärztin und Hochschullehrerin
- Sven Berlin (1911–1999), britischer Maler, Autor und Bildhauer

### T
- Theodore H. Berlin (1917–1962), US-amerikanischer Physiker
- Tilo Berlin (* 1958), deutscher Bankmanager

### U
- Uwe Dag Berlin (* 1958), deutscher Schauspieler und Regisseur

### V
- Violet Berlin (* 1968), türkischstämmige britische Fernsehmoderatorin

### W
- Wilhelm Berlin (General) (1889–1987), deutscher General der Artillerie
- Wilhelm Bernhard Berlin († 1604), deutscher Politiker, Bürgermeister von Heilbronn
- William M. Berlin (1880–1962), US-amerikanischer Politiker
- Wolf Berlin († nach 1564), Bürgermeister von Heilbronn